# Martin Dvořák
Martin Dvořák, né le 11 novembre 1956 à Prague, est un homme politique, économiste, diplomate et haut fonctionnaire tchèque.